# Machilus rehderi
Machilus rehderi är en lagerväxtart som beskrevs av C.K. Allen. Machilus rehderi ingår i släktet Machilus och familjen lagerväxter. Inga underarter finns listade i Catalogue of Life.